# Middle East respiratory syndrome
Het Middle East respiratory syndrome (MERS) is een in september 2012 geïdentificeerde zoönose veroorzaakt door het Middle East respiratory syndrome coronavirus. Het betreft een acute luchtweginfectie met koorts, hoesten en kortademigheid als primaire symptomen. Ook diarree en braken komen in sommige van de gevallen voor. MERS kan leiden tot een ernstige longontsteking en nierfalen. De mortaliteit ligt bij symptomatische patiënten rond de 30%. De ziekte komt voor bij kamelen en deze dieren kunnen de ziekte overdragen op mensen. De incubatietijd ligt tussen de 2 tot 14 dagen en waarschijnlijk is de patiënt tijdens deze periode niet besmettelijk.
Het MERS-coronavirus is in Nederland opgenomen als meldingsplichtige ziekte binnen groep A voor behandelaren in het ziekenhuis.

## Ontdekking en uitbreiding
Het eerste geval van MERS werd vastgesteld in Saoedi-Arabië in september 2012.
Op 15 mei 2013 waren er wereldwijd 40 gevallen van MERS bij de Wereldgezondheidsorganisatie gemeld, waarvan 20 met dodelijke afloop. Onderzoekers schatten op grond van wiskundige modellen de besmettelijkheid laag in.
Op 20 mei 2015 dook het eerste geval op in Zuid-Korea.
In de periode van september 2012 tot 17 januari 2017 zijn er wereldwijd 1879 bevestigde MERS-infecties gerapporteerd aan de Wereldgezondheidsorganisatie, waarvan ten minste 666 met dodelijke afloop.

### Nederlandse situatie
Op 23 mei 2013 gaf het RIVM een behandelingsinstructie voor GGD en ziekenhuizen.
Op 3 juli 2013 stelde de Minister van VWS uit voorzorg een meldingsplicht in voor het MERS-Coronavirus. MERS-CoV is aangemerkt als een Groep A infectieziekte. Dit houdt in dat als behandelaren bij patiënten in een ziekenhuis een besmetting met het MERS-coronavirus vermoeden of hebben vastgesteld, zij dit onmiddellijk bij de GGD moeten melden.
Op 14 en 15 mei 2014 zijn de eerste twee patiënten met een MERS-infectie in Nederland geconstateerd. Zij waren samen recent in Saoedi-Arabië geweest. Deze patiënten zijn opgenomen geweest in het Medisch Centrum Haaglanden.

### Belgische situatie
In België zijn vooralsnog geen MERS-besmettingen bekend.

## Onderzoek naar behandeling van MERS
Onderzoeker Matthew Frieman uit Maryland vond 27 bestaande stoffen met activiteit tegen het MERS-virus.
In een Nederlands onderzoek van celkweken bleken vier van de 340 geteste reeds bestaande medicijnen het MERS-virus te kunnen remmen. Dit Nederlands onderzoek werd eveneens op 20 mei 2014 naar buiten gebracht.
De vier medicijnen die het best in staat bleken om bij relatief lage concentraties het MERS-virus te remmen zijn het malariamedicijn chloroquine, het antipsychoticum chloorpromazine, de hiv-remmer lopinavir en het anti-diarree zelfzorgmedicijn loperamide.
Chloorpromazine en chloroquine worden door beide onderzoeken genoemd.
De medicijnen zijn wat betreft deze toepassing nog niet getest op mensen en dieren. Het is dus nog onbekend of de medicijnen in dieren of mensen hetzelfde virusremmende effect hebben. Ook is niet duidelijk hoe hoog de dosis moet zijn om het MERS-virus te laten remmen.
Onderzoeker De Wilde achtte het in Medisch Contact goed mogelijk dat chloroquine en lopinavir als niet-geregistreerd gebruik worden uitgeprobeerd.
Eerder in 2013 werd al de combinatie interferon met ribavirine tevergeefs geprobeerd als behandeling.
- Library of Congress Control Number: sh2016002585
- Nationale Bibliotheek van Israël: 987007401899605171